# Хоуарт, Элгар
Элгар Хоуарт (англ. Elgar Howarth; 4 ноября 1935, Кэннок, Стаффордшир — 13 января 2025) — британский трубач, дирижёр и композитор.

## Биография
Окончил Манчестерский университет и Манчестерский колледж музыки, примыкал к группе «Новая музыка, Манчестер», созданной его соучениками Харрисоном Бёртуистлом, Александром Гёром, Питером Максвеллом Дэвисом. В дальнейшем работал как оперный дирижёр, особенно с новейшим репертуаром: под управлением Хоуарта прошли мировые премьеры опер «Великий мертвиарх» Дьёрдя Лигети (1978, Стокгольм) и «Гавейн» Харрисона Бёртуистла (1981, Лондон). Наиболее тесно сотрудничал с Северной оперой в Лидсе, в разные годы занимая должность музыкального консультанта и главного приглашённого дирижёра.
Автор многочисленных произведений для трубы и для ансамбля духовых, часть которых (в том числе Концерт для корнета с оркестром) были впервые исполнены Хоканом Харденбергером. Выполнил также ряд переложений для духовых составов (в том числе «Картинки с выставки» Мусоргского).
Умер 13 января 2025 года в возрасте 89 лет.